# Coniopteryx ralumensis
Coniopteryx ralumensis är en insektsart som beskrevs av Günther Enderlein 1906. Coniopteryx ralumensis ingår i släktet Coniopteryx och familjen vaxsländor. Inga underarter finns listade i Catalogue of Life.